# Geschützte Ursprungsbezeichnung
Geschützte Ursprungsbezeichnung (g.U.) ou appellation d'origine protégée (AOP) en français est un label de qualité de la Communauté européenne attribué à certaines appellations d'origine allemandes et autrichiennes de produits agricoles dévolus au commerce qui sont cultivés ou élevés et parfois transformés selon un usage ancien dans une aire géographique délimitée. L'usage commercial d'une appellation préservée par g.U. ne peut s'obtenir qu'en respectant le cahier des charges attaché à celle-ci.

## Sources
- Site de la Commission européenne.